# Paracis miyajimai
Paracis miyajimai är en korallart som först beskrevs av Sôichirô Kinoshita 1909.  Paracis miyajimai ingår i släktet Paracis och familjen Plexauridae. Inga underarter finns listade i Catalogue of Life.